# Ritchiea erecta
Ritchiea erecta är en kaprisväxtart som beskrevs av Joseph Dalton Hooker. Ritchiea erecta ingår i släktet Ritchiea och familjen kaprisväxter. Inga underarter finns listade i Catalogue of Life.